# PH-метр

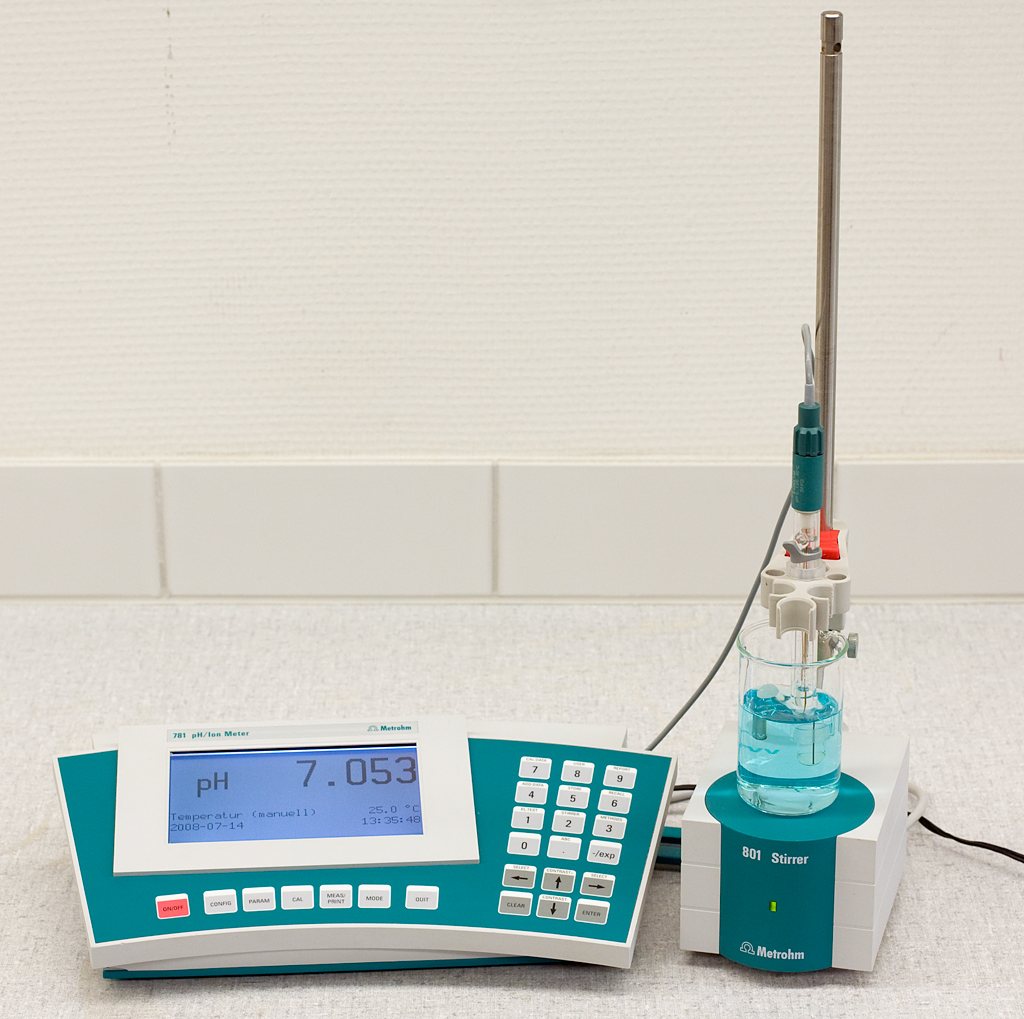

pH-метр (произносится «пэ аш метр», англ. pH meter) — прибор для измерения водородного показателя (показателя pH), характеризующего активность ионов водорода в растворах, воде, пищевой продукции и сырье, объектах окружающей среды и производственных системах непрерывного контроля технологических процессов, в том числе в агрессивных средах. В частности, pH-метр применяется для аппаратного мониторинга pH растворов разделения урана и плутония, где требования к корректности показаний аппаратуры без её калибровки чрезвычайно высоки.

## Схема и принцип действия
Действие pH-метра основано на измерении величины ЭДС электродной системы, которая пропорциональна активности ионов водорода в растворе — pH (водородному показателю). Измерительная схема по сути представляет собой вольтметр, проградуированный непосредственно в единицах pH для конкретной электродной системы (обычно измерительный электрод — стеклянный, вспомогательный — хлорсеребряный).
Входное сопротивление прибора должно быть очень высоким — входной ток не более 10−10А (у хороших приборов менее 10−12А), сопротивление изоляции между входами не менее 1011Ом, что обусловлено высоким внутренним сопротивлением зонда — стеклянного электрода. Это основное требование к входной схеме прибора.
Исторически, сначала ЭДС измерялась компенсационным методом с помощью потенциометра и чувствительного гальванометра. Когда схема в равновесии, ток через гальванометр не течёт, и нагрузка на электроды не действует — по шкале потенциометра корректно отсчитывается ЭДС. Также применялся метод с баллистическим гальванометром. Сначала от электродов заряжался конденсатор, затем он разряжался на рамку гальванометра, максимальное отклонение которой пропорционально заряду конденсатора, а следовательно — напряжению.
Далее появились приборы с входным усилителем на электронных лампах. Специальные («электрометрические») лампы имеют ток утечки сетки порядка пикоампер, что позволяет получать большие входные сопротивления. Недостатком таких схем является большой дрейф и уход калибровки из-за неизбежного старения и изменения характеристик лампы.
Решить проблему дрейфа и одновременно высокого входного сопротивления позволили компенсационные схемы с усилителем, построенным по принципу модулятор — демодулятор. Механический ключ (вибропреобразователь) поочерёдно соединяет небольшой конденсатор с входом и цепью обратной связи. Если постоянные напряжения на них отличаются, то через конденсатор протекает небольшой переменный ток, который создаст переменное напряжение на сеточном резисторе входной лампы. Далее пульсации усиливаются несколькими каскадами, и поступают на фазочувствительный демодулятор (в простейшем случае — такой же вибропреобразователь, электромагнит которого включён параллельно электромагниту первого). На выходе получается напряжение, пропорциональное разности напряжений на входе. Цепь обратной связи (резистивный делитель) задаёт общий коэффициент усиления, стремясь поддерживать на входе усилителя нулевую разность напряжений. Эта схема практически лишена дрейфа, усиление мало зависит от степени износа ламп. Снижаются требования к самим лампам — вместо дорогих электрометрических можно применять массовые приёмно-усилительные лампы. Так работает, например, отечественный прибор pH-340.
В более поздних моделях вместо контактного преобразователя применялся динамический конденсатор, позднее ключ на фотосопротивлении, освещаемом импульсами света (например иономер ЭВ-74), а лампы на входе сменились полевыми транзисторами.
В настоящее время большинство прецизионных операционных усилителей с входом на полевых МОП-транзисторах, и даже простейшие АЦП удовлетворяют требованиям по входному сопротивлению.
Так как ЭДС электродной системы сильно зависит от температуры, то важной является схема термокомпенсации. Изначально применялись медные термометры сопротивления, включённые в сложные мостовые схемы обратной связи, или потенциометр со шкалой в градусах, ручкой которого устанавливали значение температуры, измеренное ртутным термометром. Такие схемы имеют большое число подстроечных резисторов и крайне сложны в настройке и калибровке. Сейчас датчик температуры работает на отдельном АЦП, все необходимые корректировки вносит микроконтроллер.
Примерная зависимость напряжения от pH (для системы со стеклянным и хлорсеребряным электродами) следующая.
- Большинство современных стеклянных электродов делают так, чтобы в паре с хлорсеребряным ЭДС была примерно равна нулю при pH = 7, то есть в нейтральной среде.
- При основном (щелочном) pH, (но, обычно, не более 14 — предел для стеклянных электродов) напряжение на выходе датчика варьируется от 0 до −0,41В ((14-7)* −0,059 = −0,41). Например, pH 10 (на 3 ед. выше нейтрального), (10-7) * −0,059 = −0,18В).
- При кислотном pH, напряжение на выходе датчика колеблется от 0 до +0,41В. Так, например, pH 4 (3 ед. ниже нейтрального), (4-7)* −0,059 = +0,18В.

Две главные настройки выполняются при калибровке по буферным растворам с точно известным значением pH — устанавливается крутизна усиления и смещение нуля. Также настраивается так называемая изопотенциальная точка (pHи, Eи) — значение pH и соответствующая ему ЭДС, при которых ЭДС системы не зависит от температуры. Современные электродные системы (за исключением специальных электродов для сильных кислот и щелочей) делают с изопотенциальной точкой около pH = 7 и ЭДС в пределах +/- 50мВ. Эти характеристики указываются для каждого типа стеклянного электрода.

## Требования к электроду
В конце 1940-х — начале 1950-х годов оборонный заказ явился стимулом интенсивных исследований в области измерительной аппаратуры такого рода. Обусловлено это было, в числе прочих причин, и тем, что особая роль в контроле реакций при различных химических процессах отводится приборам, от точности показаний которых напрямую зависит корректность всей технологической цепи; в наибольшей степени, конечно, во вредных производствах, когда снятие показаний состояния среды либо представляет опасность для здоровья, либо вообще технически невозможно (агрессивная среда, высокие температуры и давление, процессы, требующие изоляции и т. д.).
Так, при ядерном синтезе и получении оружейного плутония первостепенное значение имеет выраженное количественно понимание структуры и свойств материалов, влияющих на функции, и обратимость сделанных из них стеклянных электродов — как уже отмечено, важнейших элементов этой измерительной аппаратуры.
В 1951 году физикохимиком М. М. Шульцем первым термодинамически строго и экспериментально была доказана натриевая функция различных стёкол в разных областях pH, являвшаяся одной из ключевых гипотез ионообменной теории стеклянного электрода Б. П. Никольского. Это стало определяющим этапом на пути к промышленной технологии настоящих приборов, — формированию ионометрии со стеклянными, позднее — с мембранными электродами, что позволило организовать их массовое производство и сделало доступным для использования в любых лабораторных и производственных условиях. Производство первых образцов этой категории аналитической аппаратуры было налажено при участии Тбилисского СКБ «Аналитприбор» в лице его сотрудников В. А. Долидзе, Г. А. Симоняна и др., московских исследователей В. П. Юхновского, А. С. Беневольского и др., харьковских учёных В. В. Александрова, Н. А. Измайлова, — на Гомельском заводе измерительных приборов в 1959 году; и с того времени к 1967 году выпуск электродов стеклянных и вспомогательных — промышленного и лабораторного назначения, вырос с 1,5 тысяч почти до 2 миллионов штук. Количество электродного стекла всех типов, сваренного на заводе за этот же период выросло с 1 тысячи кг более чем до 200 тысяч кг.
Развитие, расширение производства электродного стекла сделало доступной эту аналитическую аппаратуру.
Современные измерительные электроды конструктивно бывают:
- со встроенным контрольным электродом и с отдельно выполненным;
- перезаряжаемые и неперезаряжаемые;

В большинстве иностранные электроды для бытовых нужд изготавливаются в виде не перезаряжаемого датчика со встроенным контрольным электродом. Реже встречаются перезаряжаемые со встроенным контрольным электродом. Электроды советского образца чаще всего с отдельно выполненным контрольным и перезаряжаемые, что значительно снижало затраты при замене стеклянной части.
Основной практический недостаток любых современных электродов заключается в постепенном накоплении микротрещин в стекле или загрязнении микропор. В случае органического и части неорганических загрязнений помогает очистка раствором соляной кислоты. Однако, в случае инертных к хлорированию загрязнений или значительном накоплении микротрещин показания датчика необратимо изменяются. Тут стоит отметить, что даже при не использовании электрода происходит изменение пористости стекла и старение. В определённом диапазоне изменения показаний электрода последние нивелируются регулярной очисткой и калибровкой. Как только возможности измерительного блока не позволят выставить калибруемое значение — электрод подлежит утилизации. Также, стоит отметить и другой недостаток использования старых или бракованных электродов. При чётких показателях в калибровочных растворах, в измеряемых растворах может наблюдаться медленный дрейф параметра. Подобное поведение после тщательной очистки и калибровки также служит показанием для замены стеклянной/мембранной части или датчика целиком.

## Области и методы применения
Прибор может использоваться во многих производствах, где необходим контроль среды, универсальным показателем состояния которой и соответствия её требуемым — является pH: при высокотехнологичном производстве всех видов горючего, в фармакологической, косметической, лакокрасочной, химической, пищевой промышленности и мн. др.; pH-метры имеют широкое применение в научно-исследовательской практике химиков, микробиологов и почвоведов, агрохимиков, в лабораториях стационарных и передвижных, в том числе полевых, а также клинико-диагностических (для контроля физиологических норм и диагностики), судебно-медицинских.
Последнее время pH-метры также широко используются в аквариумных хозяйствах, для контроля качества воды в бытовых условиях, в земледелии (особенно в гидропонике).
Медицинский pH-метр, применяемый для измерения кислотности непосредственно в полых органах человека, называется ацидогастрометр.